# スペイン王子カルロス・マリア・イシドロの肖像
『スペイン王子カルロス・マリア・イシドロの肖像』（スペインおうじカルロス・マリア・イシドロのしょうぞう、西: Retrato del Infante Carlos María Isidro, 英: Infante Carlos María Isidro of Spain）は、スペインのロマン主義の巨匠フランシスコ・デ・ゴヤが1800年に制作した肖像画である。油彩。ゴヤの代表作『カルロス4世の家族』（La familia de Carlos IV）の油彩習作の1つで、スペイン国王カルロス4世の息子の1人カルロス・マリア・イシドロ・デ・ボルボーンを描いている。現在はマドリードのプラド美術館に所蔵されている。

## 人物
カルロス・マリア・イシドロは1788年に国王カルロス4世と王妃マリア・ルイサの息子としてマドリードに生まれた。王位継承権の順位は兄のフェルナンド7世に次いで2位であった。ナポレオンによる占領中は国外に幽閉されたが、1814年に帰国。1816年に姉カルロータ・ホアキーナとポルトガル国王ジョアン6世の娘マリア・フランシスカと結婚。1833年にフェルディナンド7世が死去し、その娘であるイサベル2世が即位すると、カルロス・マリア・イシドロはこれに反対し、カルロス5世と称して王位継承権を主張し、長きにわたるカルリスタ戦争を引き起こした。翌1834年に妻マリア・フランシスカと死別するが、1838年に妻の姉で未亡人となっていたマリア・テレザと再婚した。1855年に亡命先のトリエステで死去。

## 制作経緯
1799年に主席宮廷画家に任命されたゴヤは翌1800年に『カルロス4世の家族』を制作した。ゴヤは同年5月から6月にかけて最終的な準備のためにアランフエスを訪れて習作10点を描いた。このとき描かれたのは当時王室を構成していた人物たちで、国王カルロス4世と王妃マリア・ルイサ、およびその子供アストゥリアス公フェルナンド・ド・ボルボーン（のちのフェルナンド7世）、カルロス・マリア・イシドロ王子、フランシスコ・デ・パウラ・アントニオ王子、マリア・イサベル王女、マリア・ルイサ王女、その夫であるエトルリア国王ルイス1世（ルイス・デ・パルマ親王）、また国王の姉弟であるマリア・ホセファ内親王とアントニオ・パスクアル親王である。制作された10点の準備習作のうち、プラド美術館が所蔵しているものは本作品を含めて5点ある。

## 作品

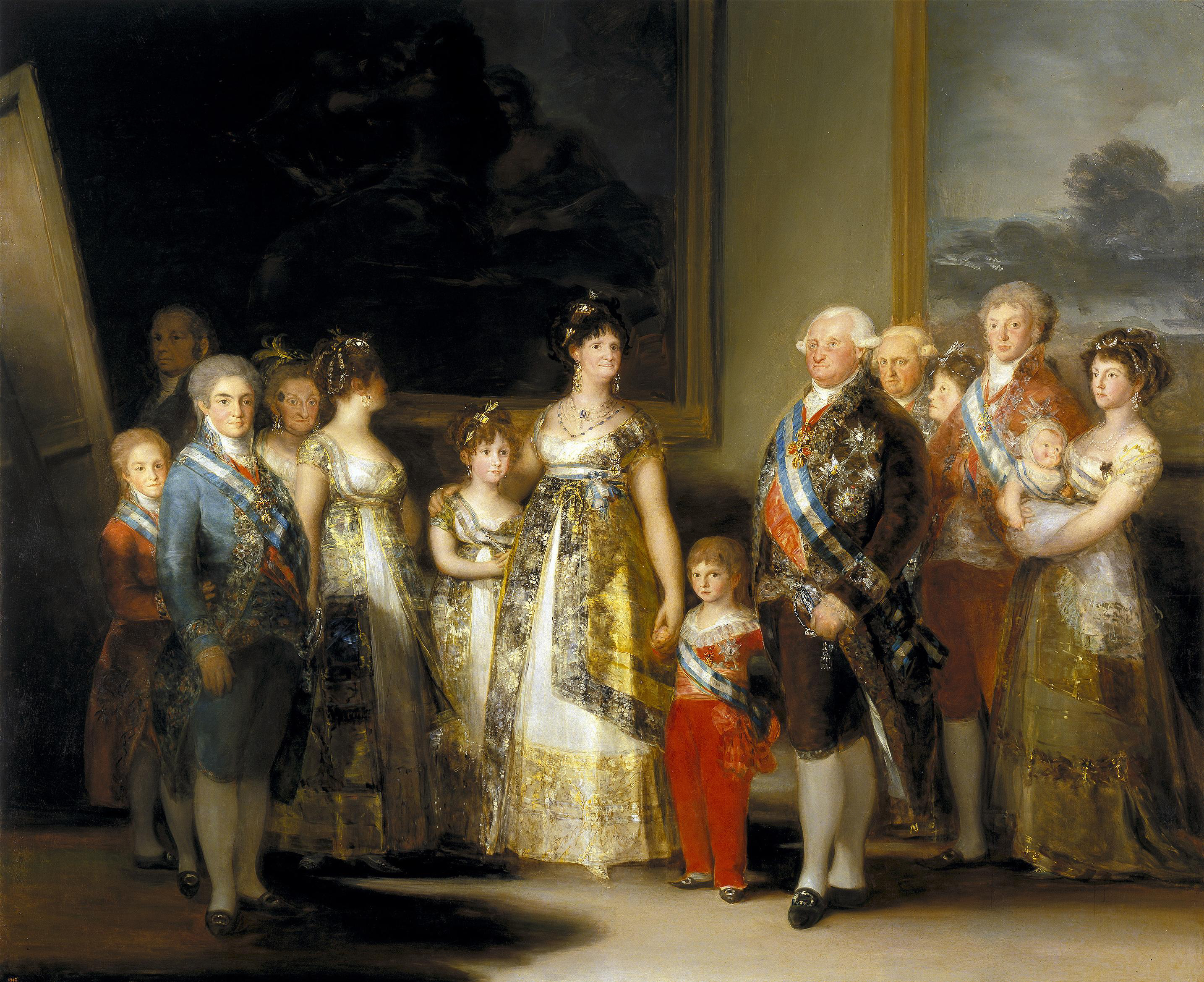
完成作『カルロス4世の家族』。1800年。プラド美術館所蔵。

準備習作はいずれも未完成であるが、各人物の特徴を捉えるにとどまらず、優雅さと即時的な魅力で満ちている。ポーズは他の習作と同様に完成作と同じであり、オレンジ色の地塗りの上に暗い背景が肖像を取り巻くように塗られている。
スペイン王子カルロス・マリア・イシドロは暗い背景の前に立つ姿が描かれている。習作が制作されたとき彼は12歳であった。彼はレースのジャボ（襞のある胸飾り）が付いたハイネックのシャツの上に栗色のジャケットを着ている。首には赤いリボンで吊るされた金羊毛勲章をかけ、カルロス3世勲章の青と白のストライプのサッシュと聖ヤヌアリウス勲章の十字架を身に着けている。左の胸を飾っているのは大きなカルロス3世勲章で、かなり大雑把なタッチで描いている。黒い瞳と、小さな鼻、唇が際立ち、上唇は薄く、下唇はより肉厚で、今まさに表情を変えようとするかのような独特の表情で閉じている。
完成した集団肖像画では、カルロス・マリア・イシドロは画面右端で兄フェルナンドの背後に隠れるように配置されている。準備習作との間には顕著な変化が見て取れる。本作品の心理的深みに富んだ直接的で誠実な人物像とは異なり、イメージはより拡散し、表情はどこか固まっているように見える。

## 来歴
王室コレクションに由来している。1814年にマドリードのオリエンテ宮殿に収蔵されており、正確な時期は不明であるがその後プラド美術館に移された。1834年の王室美術館の目録には『カルロス4世の家族』とともに記載されているため、プラド美術館のコレクションに加わったのはそれ以前と考えられている。美術館のカタログには1872年に初めて記載された。現在、プラド美術館には準備習作のうち5点が収蔵されている。

## ギャラリー
その他の準備習作

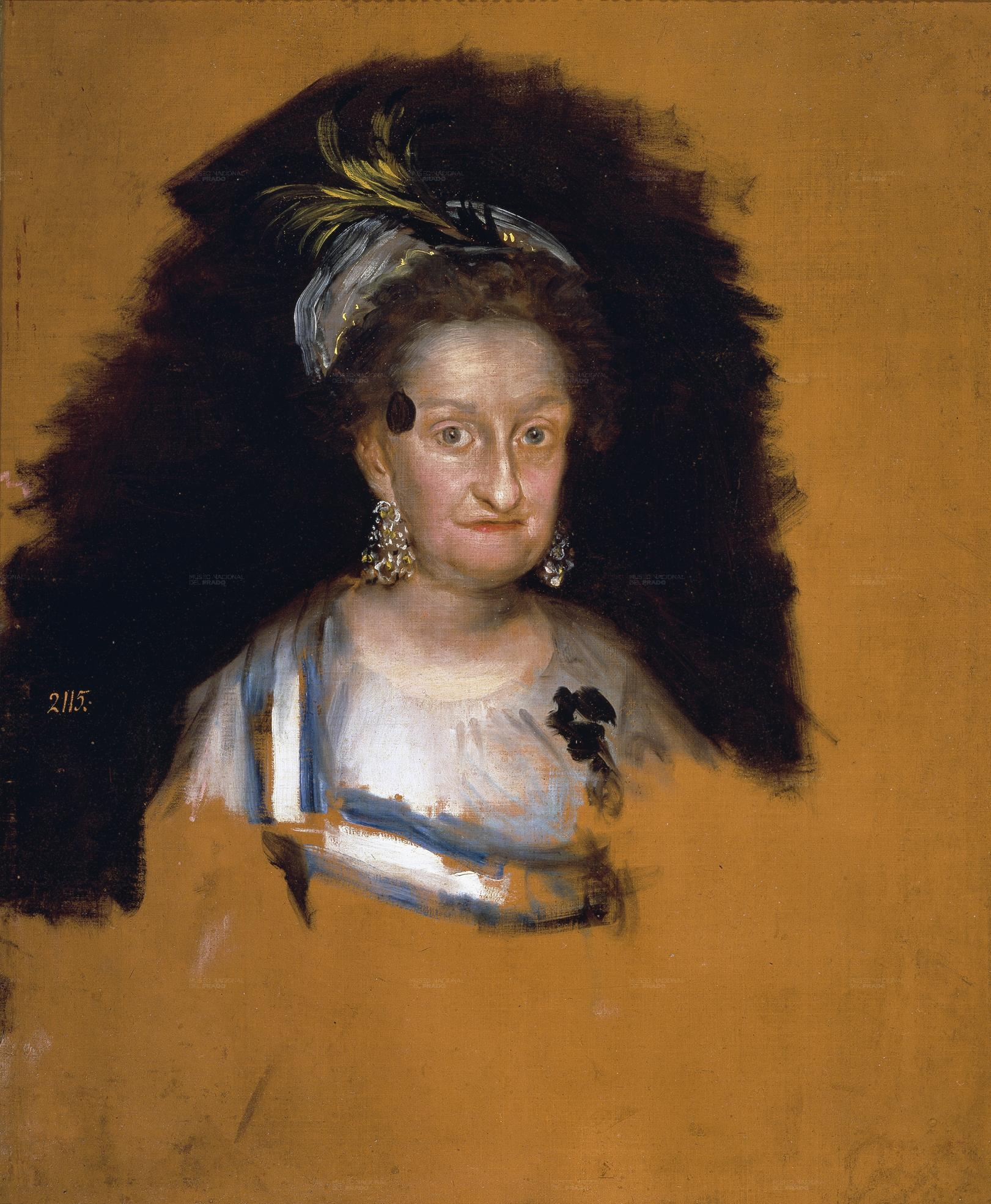
『マリア・ホセファ内親王の肖像』 プラド美術館所蔵
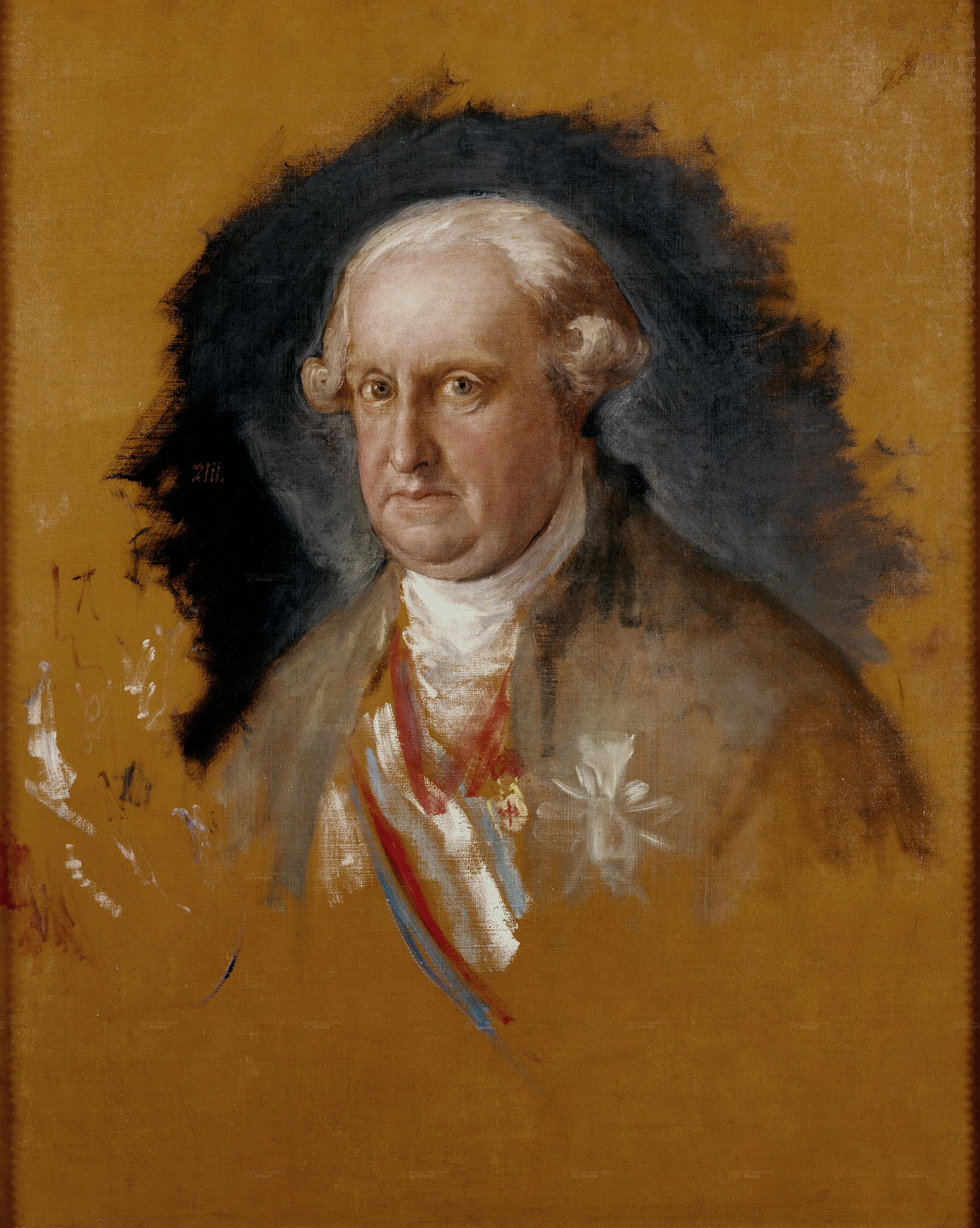
『アントニオ・パスクアル親王の肖像』プラド美術館所蔵

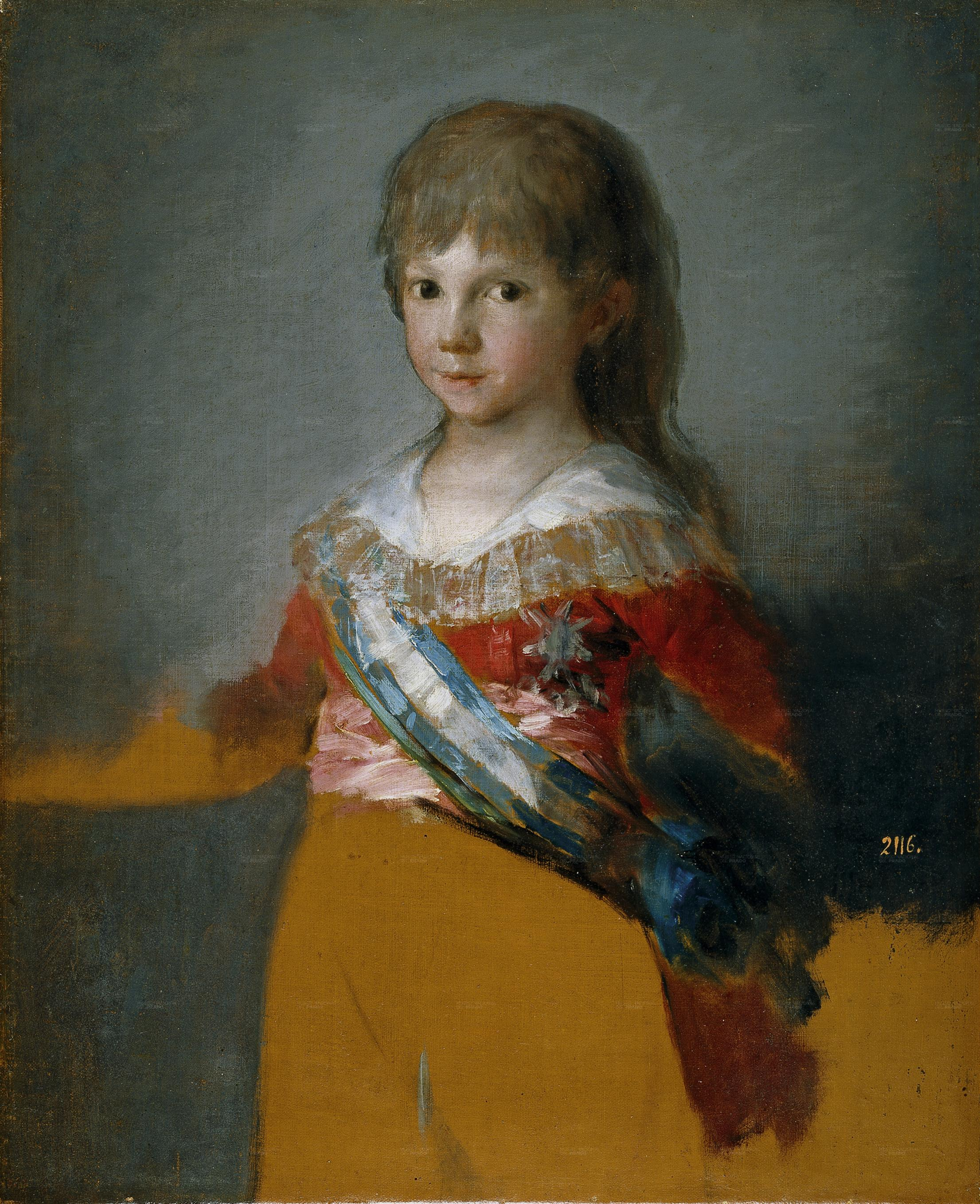
『スペイン王子フランシスコ・デ・パウラ・アントニオの肖像』プラド美術館所蔵
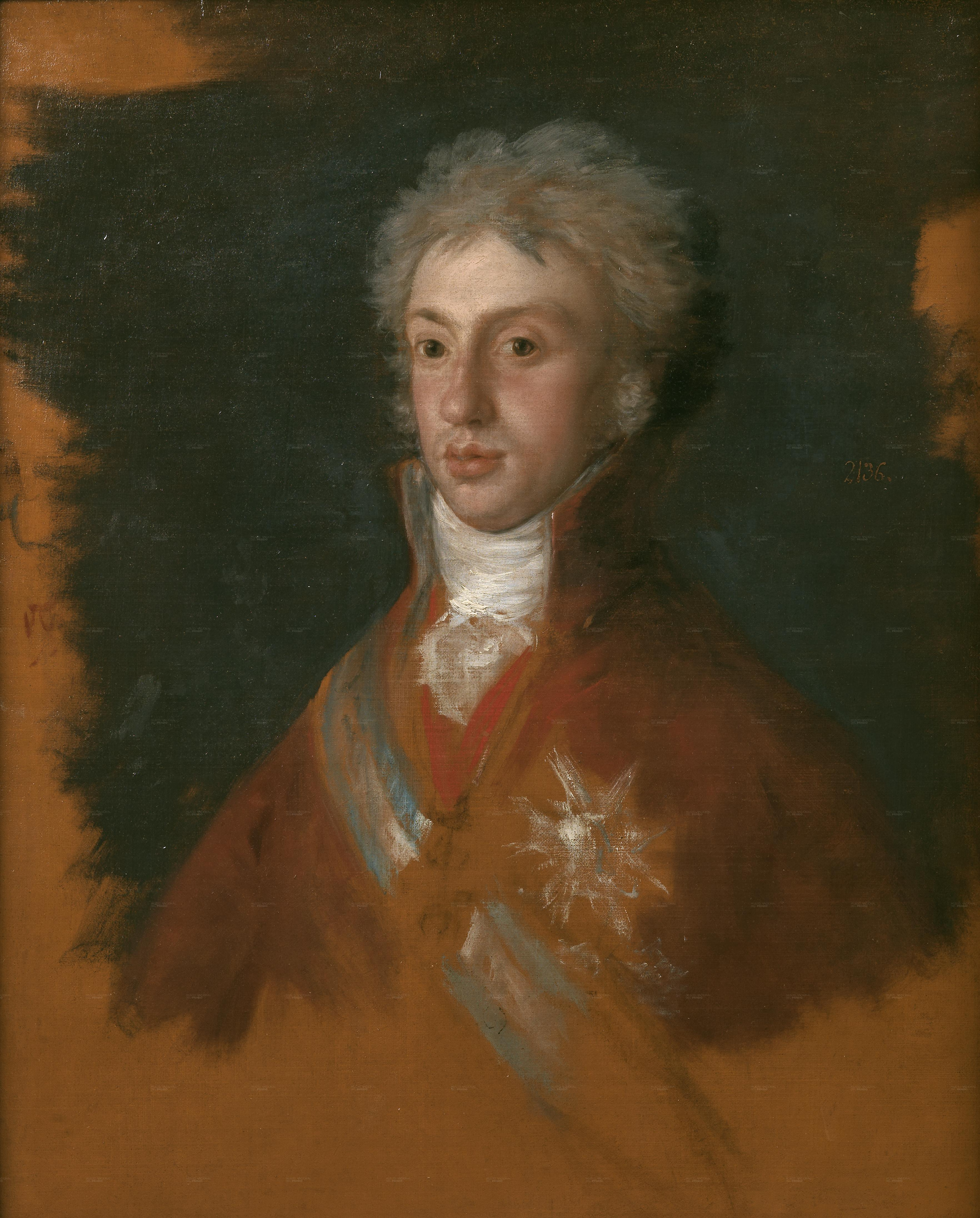
『エトルリア王ルイス1世の肖像』 プラド美術館所蔵
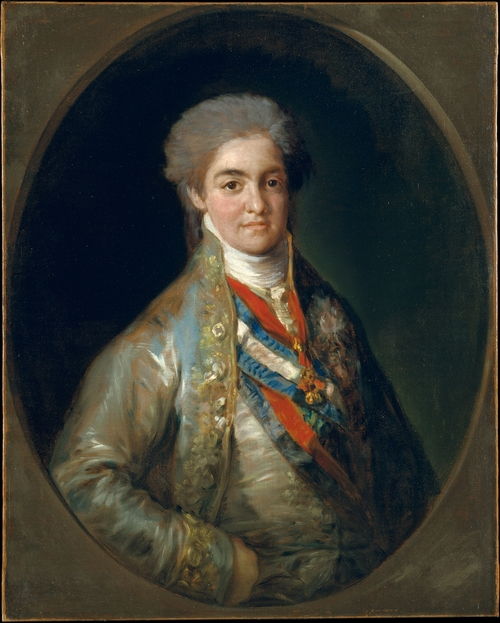
『アストゥリアス公フェルナンド・ド・ボルボーンの肖像』 メトロポリタン美術館所蔵